# Scironis
Scironis is een geslacht van spinnen uit de familie hangmatspinnen (Linyphiidae).

## Soorten
De volgende soorten zijn bij het geslacht ingedeeld:
- Scironis sima Chamberlin, 1949
- Scironis tarsalis (Emerton, 1911)